# Softversko napuhavanje
Softversko napuhavanje (eng. software bloat, bloatware, također i elephantware) je proces u kojem uzastopne inačice računalnog programa postaju zamjetno sporije, rabe više memorije, struje za obradu podataka ili su većih zahtjeva u svezi sa sklopovljem nego prijašnje inačice, dok u isto vrijeme program je poboljšan u dubioznim osobinama. 
Zbog brojnih svojstava i mogućnosti programska podrška može zahtijevati znatan prostor na disku i u RAM-u, pa ju se naziva bloatwareom (napuhani softver).
Ovaj se pojam ne rabi konzistentno. Često ga krajnji korisnici rabe u pogrdnom smislu za opisivanje neželjenih promjena korisničkog sučelja, čak i ako te promjene nisu imale ili su bile mala utjecaja na sklopovske zahtjeve. 
Kod softvera duljeg životnog ciklusa, napuhavanje koda može se pojaviti kad se softverski opslužuje veliko i raznoliko tržište koje je različitih zahtjeva. Većina krajnjih korisnika osjećat će da trebaju samo manju količinu dostupnih funkcija, a zahtjeve ostalih korisničkih skupina smatrat će kao nepotrebne napuhivače, čak i ako osobe različitih zahtjeva zbilja rabe te druge mogućnosti.